# Bruailles
Bruailles település Franciaországban, Saône-et-Loire megyében. Lakosainak száma 973 fő (2022. január 1.). Bruailles Louhans, La Chapelle-Naude, Frontenaud, Sagy, Sainte-Croix-en-Bresse és Saint-Martin-du-Mont községekkel határos.

## Népesség
A település népességének változása:
| Lakosok száma | 957  | 992  | 1004 | 990  | 991  | 985  | 980  | 981  | 973  |
|               | 2013 | 2015 | 2016 | 2017 | 2018 | 2019 | 2020 | 2021 | 2022 |